# A sud di NY
A sud di NY è un brano musicale scritto da Federica Camba, Daniele Coro ed Elena Bonelli e interpretato dal cantautore italiano Luca Napolitano, pubblicato come primo singolo dal suo secondo EP, Di me.
Il brano, pubblicato dalla casa discografica Warner Music Italy e registrato in duetto con Federica Camba, è entrato in rotazione radiofonica dall'8 ottobre 2010 e in contemporanea è stato reso disponibile per il download digitale.
Il brano è contenuto nella colonna sonora dell'omonimo film A sud di New York di Elena Bonelli, nel quale il cantante recita la parte del protagonista, Marco.

## Il video
Il videoclip del brano, realizzato da Gaetano Morbioli, è stato pubblicato il 23 novembre 2010 sul sito di Tgcom ed è stato mostrato per la prima volta in TV il 28 novembre nel programma di Canale 5 Domenica 5. Il video è ambientato a New York e vi sono presenti entrambi gli interpreti (Federica Camba e Luca Napolitano).

## Tracce
Download digitale
1. A sud di NY - 3:36